# Deutscher Hörfilmpreis
Der Deutsche Hörfilmpreis ist eine Auszeichnung des Deutschen Blinden- und Sehbehindertenverbandes (DBSV) für Fernsehformate und Filme, die mittels Audiodeskription Blinden und Sehbehinderten zugänglich gemacht werden und 2002 erstmals vergeben wurde. Der Deutsche Hörfilmpreis wird im März jeden Jahres im Kino International in Berlin vergeben. Der Slogan des Deutschen Hörfilmpreises lautet Um Filme zu lieben, muss man sie nicht sehen!

## Hörfilm in Deutschland

Das Hörfilm-Symbol

Aktuell gelten rund 1,2 Millionen Menschen in Deutschland als blind oder sehbehindert und benötigen eine zusätzliche akustische Bildbeschreibung, um Informations- und Unterhaltungssendungen sehen zu können. Diese Bildbeschreibungen, Audiodeskription genannt, vermitteln in den Dialogpausen knappe Erläuterungen zu den visuellen Elementen einer Szene.
In Deutschland strahlen die öffentlich-rechtlichen Sender regelmäßig Hörfilme aus. Im Jahr 1997 gab es nur acht Sendetermine, im Jahr 2010 rund 950 Hörfilm-Ausstrahlungen. Der Bayerische Rundfunk war nach eigenen Aussagen 1997 der erste ARD-Sender, der ein regelmäßiges Angebot von Sendungen mit Audiodeskription etablierte und erstellt seit 2013 für alle seine fiktionalen Neuproduktionen im Hauptabendprogramm des Ersten sowie für die Natur- und Tierdokumentationen am Sonntag eine Hörfilmfassung.

## Die Auszeichnung
Besonders gelungene Beiträge mit Audiodeskription werden seit 2002 jedes Jahr vom Deutschen Blinden- und Sehbehindertenverband mit dem Deutschen Hörfilmpreis ausgezeichnet. Der Preis, eine Skulptur des blinden Künstlers Dario Malkowski, ist ein rund drei Kilogramm schweres Bronzerelief, das das Gesicht einer Frau zeigt, die ihre linke Hand hinter ihr Ohr legt und mit der rechten Hand die Augen bedeckt. Die Figur trägt den Namen Die Lauschende.
Die Auszeichnung erhielt 2018 einen eigenen Namen und wurde im Rahmen der feierlichen Gala auf den Namen ADele getauft.

## Preisverleihungen

### 11. Deutscher Hörfilmpreis 2013
Der 11. Deutsche Hörfilmpreis wurde am 9. April 2013 im historischen Atrium der Deutschen Bank Unter den Linden in Berlin vom Deutschen Blinden- und Sehbehindertenverband (DBSV) vergeben. Durch den Abend führte Fernsehmoderatorin Dunja Hayali. Ausgezeichnet wurden:
- TV: Der letzte schöne Tag (WDR)
- Kino: Ziemlich beste Freunde (Senator Home Entertainment, vertreten durch die Filmbeschreiberinnen Susanne Linzer-Elsässer, Evelyn Sallam und Uta-Maria Torp) – Laudatio: Roman Knižka
- Sonderpreis der Jury: 9einhalbs Abschied (HW Leasing, vertreten durch Thomas Agerholm und die Filmbeschreiberinnen Uta Borchert, Uta-Maria Torp und Susanne Linzer-Elsässer) – Laudatio: Nina Eichinger
- Publikumspreis: Türkisch für Anfänger – Der Film (Highlight Communications/Constantin Film, vertreten durch Burt Neuber und die Filmbeschreiber Alexander Fichert und Roswitha Röding)

### 12. Deutscher Hörfilmpreis 2014
Der 12. Deutsche Hörfilmpreis wurde am 18. März 2014 in Berlin vom Deutschen Blinden- und Sehbehindertenverband (DBSV) vergeben.
Durch den Abend führte Michael Steinbrecher. Ausgezeichnet wurden:
- TV: Blutgeld (ZDF, vertreten durch die Filmbeschreiber Petra Kirchmann, Jockl Schulze und Alexander Fichert)
- Kino: 3096 Tage (Highlight Communications/Constantin Film, vertreten durch die Filmbeschreiber Andrea Eberl, Verena Kiefer und Michael Ogrizek) – Laudatio: Karoline Herfurth
- Publikumspreis: Dahoam is Dahoam (Bayerischer Rundfunk, vertreten durch Bernd Benecke)

### 13. Deutscher Hörfilmpreis 2015
Der 13. Deutsche Hörfilmpreis wurde am 18. März 2015 in Berlin vom Deutschen Blinden- und Sehbehindertenverband (DBSV) vergeben.
Durch den Abend führte Mitri Sirin. Ausgezeichnet wurden:
- TV: Landauer – Der Präsident (Bayerischer Rundfunk, vertreten durch die Filmbeschreiber Marit Bechtloff, Hela Michalski, Doris Würfel und Peter Veit) – Laudator: Rebecca Immanuel
- Kino: Zwischen Welten (Majestic Filmverleih, vertreten durch die Filmbeschreiber Uta Borchert, Holger Stiesy und Uta-Maria Torp) – Laudatio: Roman Knižka
- Sonderpreis der Jury: für die Entwicklung der App Greta (Greta & Starks Apps, vertreten durch Seneit Debese, Maren Vöge und Andres Schüpbach)
- Publikumspreis: Auf das Leben! von Uwe Janson (an die Filmbeschreiber Klaus Kaminski und Kathleen Brons)

### 14. Deutscher Hörfilmpreis 2016
Der 14. Deutsche Hörfilmpreis wurde am 15. März 2016 in Berlin vom Deutschen Blinden- und Sehbehindertenverband (DBSV) vergeben.
Durch den Abend führte Hubertus Meyer-Burckhardt. Ausgezeichnet wurden:
- TV: Tatort: Borowski und der Himmel über Kiel (NDR, vertreten durch die Filmbeschreiber Rudolf Beckmann und Stephanie Schruhl) – Laudatio: Jan Sosniok
- Kino: 45 Years (Audioskript und Piffl Medien, vertreten durch die Filmbeschreiber Claudia Böhme, Ulrike Hübschmann, Karola Schweinbeck und Jörn Steinhoff) – Laudatio: Jannik Schümann und Louis Hofmann
- Sonderpreis der Jury: Wärst Du lieber tot? (ZDF, vertreten durch die Filmbeschreiber Martina Wiemers, Rahel Wusterack, Holger Stiesy und Uta-Maria Torp) – Laudatio: Christian Schwochow
- Publikumspreis: Folge Bestattungsvorsorge der Serie Der Tatortreiniger (NDR, vertreten durch die Filmbeschreiber Olaf Koop, Stephanie Schruhl, Martin Ovelgönne, Tarek Youzbachi und Silvia Overath) – Laudatio: Arne Feldhusen und Bjarne Mädel

### 15. Deutscher Hörfilmpreis 2017
Der 15. Deutsche Hörfilmpreis wurde am 21. März 2017 im Kino International in Berlin vom Deutschen Blinden- und Sehbehindertenverband (DBSV) vergeben. Durch den Abend führte Steven Gätjen. Ausgezeichnet wurden
- TV: Familienfest, ZDF (vertreten durch Christiane Müller, ZDF, Benjamin Benedict, UFA Fiction, die Schauspieler Günther Maria Halmer, Michaela May und Barnaby Metschurat sowie das Audiodeskriptionsteam Anke Nicola, Frank Höhle und Yesim Erdogan) – Laudatio: Heikko Deutschmann
- Kino: Nebel im August (vertreten durch Ulrich Limmer, collina filmproduktion, Regisseur Kai Wessel, die Schauspieler Ivo Pietzcker, Jule Hermann und David Bennent sowie das Audiodeskriptions-Team von Hörfilm München, Sabine Ziehm, Aribert Mog und Marion Hollerung) – Laudatio: Regina Ziegle
- Sonderpreis der Jury: Löwenzahn, Folge Geld- der schlaue Tausch, ZDF (vertreten durch Christiane Müller und Margit Lennssen, ZDF, Hauptdarsteller Guido Hammesfahr, Albert Schäfer, studio.tv.film, sowie das AD-Team der Deutschen Hörfilm gGmbH: Gabriele Brennecke, Elke Cremer, Silja Korn, Holger Stiesy, Suzanne Voigdt und Martina Wiemers) – Laudatio: Feo Aladag
- Publikumspreis: Die vierte Gewalt, NDR (vertreten durch Lutz Marmor, Intendant, Uschi Heerdegen-Wessel, Regisseurin Brigitte Maria Bertele, Nicole Mercedes Müller, Schauspielerin, Christian Granderath und Christoph Pellander, beide Redaktion, sowie die Filmbeschreiber Olaf Koop, Stephanie Schruhl und Anne Moll) – Laudatio: Julia Bremermann

### 16. Deutscher Hörfilmpreis 2018
Auch 2018 wurde der Deutsche Hörfilmpreis im Kino International in Berlin vergeben. Ausgezeichnet wurden
- TV: Landgericht – Geschichte einer Familie, ein Zweiteiler (vertreten durch Christiane Müller, ZDF, Schauspieler Alexander Beyer, Drehbuchautorin Heide Schwochow und die Filmbeschreiber Alexander Fichert, Frank Höhle, Roswitha Röding, Anke Nicolai und Susanne Grawe) – Laudatio: Lisa Martinek
- Kino: Licht, historisches Drama, (vertreten durch Produzentin Martina Haubrich, Regisseurin Barbara Albert, Reno Koppe vom farbfilm verleih und das Audiodeskriptions-Team, Susanne Linzer-Elsässer, Evelyn Sallam, Holger Stiesy, Marina Behnke und Martina Wiemers) – Laudatio: Daniel Krauss
- Erstmals vergeben wurde ein Preis für die beste Audiodeskription in der Kategorie Dokumentation an Basis Berlin Postproduction GmbH für ihre Kinoproduktion Rabbi Wolff (entgegengenommen durch die Regisseurin Britta Wauer und das AD-Team Kai Lillich und Sabine Falkenberg) – Laudatio: Alice Brauner
- Gleichfalls zum ersten Mal vergeben wurde der Preis für die beste Audiodeskription eines Kinderfilms an Wendy – Der Film (vertreten durch Jochen Cremer und Eva Holtmann von Bantry Bay Productions, Hauptdarstellerin Jule Hermann und die Filmbeschreiber Alexander Fichert und Petra Kirchmann) – Laudatio: Florian Bartholomäi
- Publikumspreis: In aller Freundschaft, Folge 773 Mach’s gut Nick (MDR, vertreten durch Georg Schmolz, Jana Brandt, Susi Kirsten, Anja Köhler (MDR), Regisseurin Heidi Kranz, die Schauspieler Isabel Schosnig, Jonah Rausch und Jascha Rust, die Sprecherin Gabriela Reichelt und Autorin Willnow) – Laudatio: Sina Tkotsch

### 17. Deutscher Hörfilmpreis 2019
Die Preisverleihung anlässlich des 17. Deutschen Hörfilmpreises fand am 19. März 2019 erstmals in der Hauptstadtrepräsentanz der Deutschen Telekom in Berlin statt, moderiert von Steven Gätjen. Ausgezeichnet wurden
- TV: Bad Banks
- Kino: Der Hauptmann
- Kinder- und Jugendfilm: Sesamstraße, Folge 2815 Selbstgemacht schmeckt’s am besten
- Dokumentation: Ein Jahr auf Kihnu
- Sonderpreis der Jury: Absturz ins Leben[11]
- Publikumspreis: Sesamstraße

### 18. Deutscher Hörfilmpreis 2020
Die Preisverleihung anlässlich des 18. Deutschen Hörfilmpreises sollte am 17. März 2020 stattfinden. Aufgrund der COVID-19-Pandemie in Deutschland wurde statt einer Gala zunächst eine Online-Verleihung per Live-Stream angekündigt, die dann aber aufgrund der Beschränkungen für Veranstaltungen komplett entfiel. Der DBSV kündigte an, dass die Gewinner des 18. Deutschen Hörfilmpreises ihre jeweiligen Preise in einem anderen Rahmen erhalten werden.
Bereits eine Woche vor der Verleihung wurde der Gewinner des Sonderpreises der Jury bekanntgegeben. Dieser ging an Universal Pictures Germany für die Audiodeskription des Spielfilms Schindlers Liste, die anlässlich der Wiederaufführung 2019 angefertigt worden war.
- TV: Play
- Kino: Crescendo #makemusicnotwar
- Kinder-/Jugendfilm: Der Krieg und ich
- Dokumentation: For Sama
- Sonderpreis der Jury: Schindlers Liste
- Publikumspreis: Die Sendung mit der Maus[13]

### 19. Deutscher Hörfilmpreis 2021
Die Preisverleihung anlässlich des 19. Deutschen Hörfilmpreises fand am 16. Juni 2021 statt.
- TV: Arctic Circle – Der unsichtbare Tod
- Kino: Porträt einer jungen Frau in Flammen
- Dokumentation: Erlebnis Erde – Auf Wiedersehen Eisbär
- Filmerbe: Der Garten der Finzi Contini[14]
- Kinder- und Jugendfilm: Romys Salon und Die Odyssee
- Publikumspreis: Oktoberfest 1900 – Doppelfolge 1[15]

### 20. Deutscher Hörfilmpreis 2022
Die Preisverleihung anlässlich des 20. Deutschen Hörfilmpreises fand am 27. September 2022 statt.
- Kino: Der Rausch
- TV/Mediatheken/Streaming: Lieber Thomas
- Kinder- und Jugendfilm: Ein Känguru wie du
- Filmerbe: The Million Dollar Hotel
- Dokumentation: Tunnel der Freiheit
- Publikumspreis: Die Toten von Marnow

### 21. Deutscher Hörfilmpreis 2023
Die Preisverleihung anlässlich des 21. Deutschen Hörfilmpreises fand am 20. Juni 2023 statt.
- Spielfilm, TV/Mediatheken/Streaming: Im Westen nichts Neues
- Spielfilm – Kino: In einem Land, das es nicht mehr gibt
- Serie: Gestern waren wir noch Kinder
- Kinder- und Jugendfilm: Die Schlümpfe
- Filmerbe: Die Werckmeisterschen Harmonien
- Publikumspreis: Racko – Ein Hund für alle Fälle

### 22. Deutscher Hörfilmpreis 2024
Die Preisverleihung anlässlich des 22. Deutschen Hörfilmpreises fand am 19. März 2024 statt.
- Spielfilm, TV/Mediatheken/Streaming: Arielle, die Meerjungfrau
- Spielfilm – Kino: Roter Himmel
- Serie: Deutsches Haus
- Kinder- und Jugendfilm: Wo ist Anne Frank
- Dokumentation: Unsere Meere – Unbekannte Ostsee
- Filmerbe: Jakob der Lügner
- Publikumspreis: Sörensen fängt Feuer

### 23. Deutscher Hörfilmpreis 2025
Die Preisverleihung anlässlich des 23. Deutschen Hörfilmpreises fand am 25. März 2025 statt.
- Spielfilm, TV/Mediatheken/Streaming: Ein Mann seiner Klasse
- Spielfilm – Kino: Vena
- Serie: Ich bin Dagobert
- Kinder- und Jugendfilm: Wish
- Dokumentation: Unsere Wälder – Netzwerk der Tiere
- Filmerbe: Paris, Texas
- Publikumspreis: Sieger sein

## Jury
Im Jahr 2016 bestand die Jury aus:
- Dietrich Plückhahn, Vorsitzender der Jury
- Lars-Olav Beier, Filmredakteur, Der Spiegel
- Reinhard Glawe, Bert Mettmann Stiftung
- Brigitte Grothum, Schauspielerin und Regisseurin
- Jeanette Hain, Schauspielerin
- Roman Knižka, Schauspieler
- Hans-Joachim Krahl, Mitglied des DBSV-Präsidiums
- Claudia Roth, Bundestagsvizepräsidentin
- Christian Schwochow, Regisseur

Unter den ehemaligen Jury-Mitgliedern befinden sich des Weiteren unter anderem Regina Ziegler, Gabriel Heim und Klaus Siebenhaar.